# 쿠제이 귀네이
《쿠제이 귀네이》(튀르키예어: Kuzey Güney)는 2011년부터 2013년까지 방영된 터키의 텔레비전 드라마이다.